# Hymenophyllum lindenii
Espèce
Hymenophyllum lindenii est une espèce de fougères de la famille des Hyménophyllacées.
Synonymes : Hymenophyllum spectabile Moritz, Sphaerocionium lindenii (Hook.) Vareschi.

## Description
Hymenophyllum lindenii appartient au sous-genre Sphaerocionium.
Cette espèce a les caractéristiques suivantes :
- son rhizome est long et filiforme ;
- les frondes, pouvant atteindre 35 centimètres de long, comportent un pétiole d'une quinzaine de centimètres, robuste et bordé d'une membrane de plusieurs cellules, et un limbe divisé profondément trois fois ;
- tout l'ensemble de la plante est modérément couvert de poils ;
- Les sores, solitaires, sont portés par l'extrémité d'un segment latéral, majoritairement à la partie terminale du limbe ;
- l'indusie est formée deux lèvres plus larges que longues et couvrant presque intégralement les grappes de sporanges.

Cette espèce est dédiée à Jean Jules Linden (1817 - 1898), explorateur de l'Amérique amazonienne, botaniste et horticulteur belge.

## Distribution
Cette espèce, plutôt épiphyte de forêts pluviales, est présente en Amérique tropicale : Bolivie, Brésil, Colombie, Équateur, Pérou, Venezuela.